# Saint-Marcel-Paulel
Saint-Marcel-Paulel là một xã ở tỉnh Haute-Garonne vùng Occitanie tây nam nước Pháp. Xã Saint-Marcel-Paulel nằm ở khu vực có độ cao 180 mét trên mực nước biển.

## Di tích

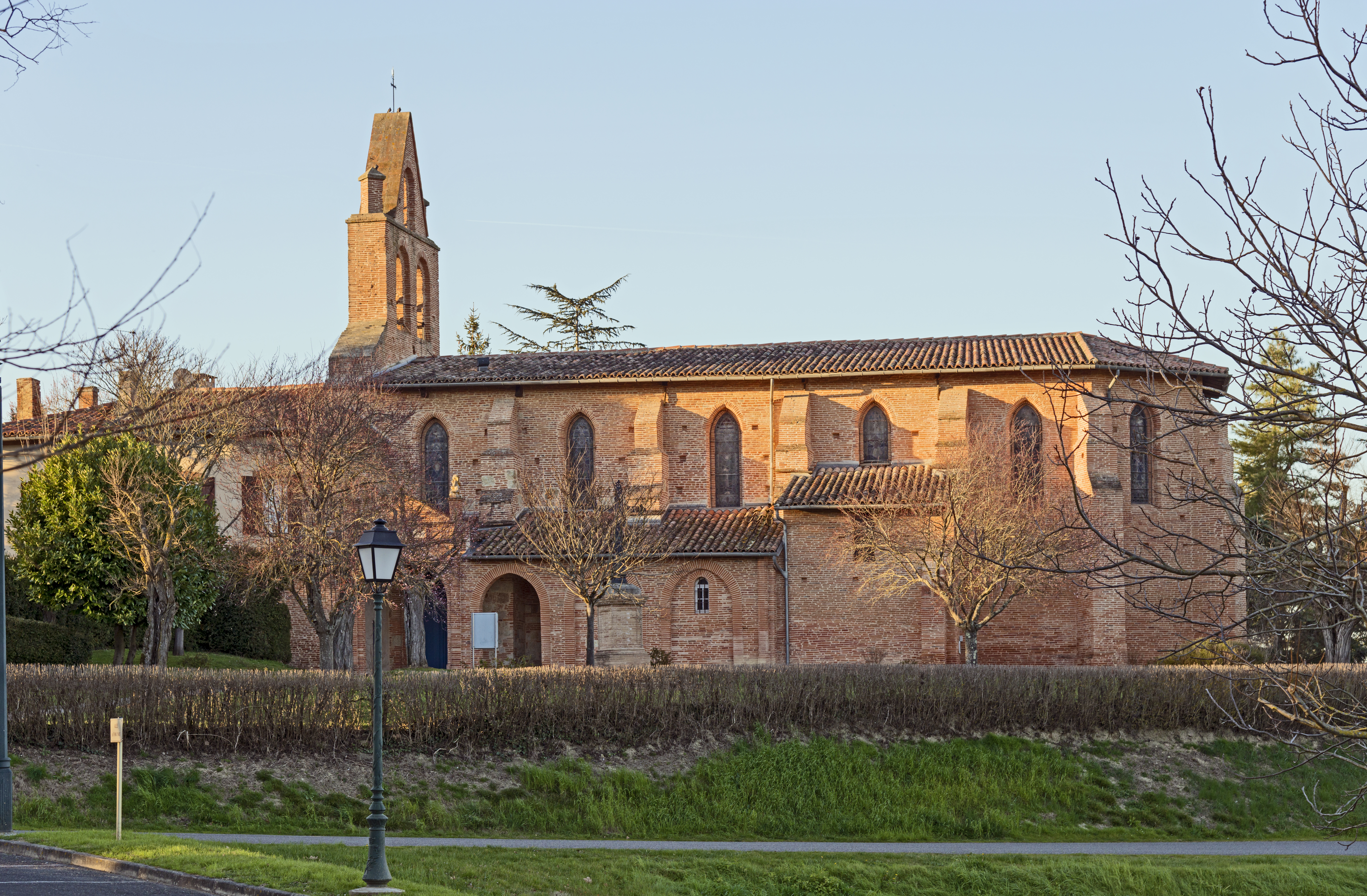
Nhà thờ Saint-Pierre
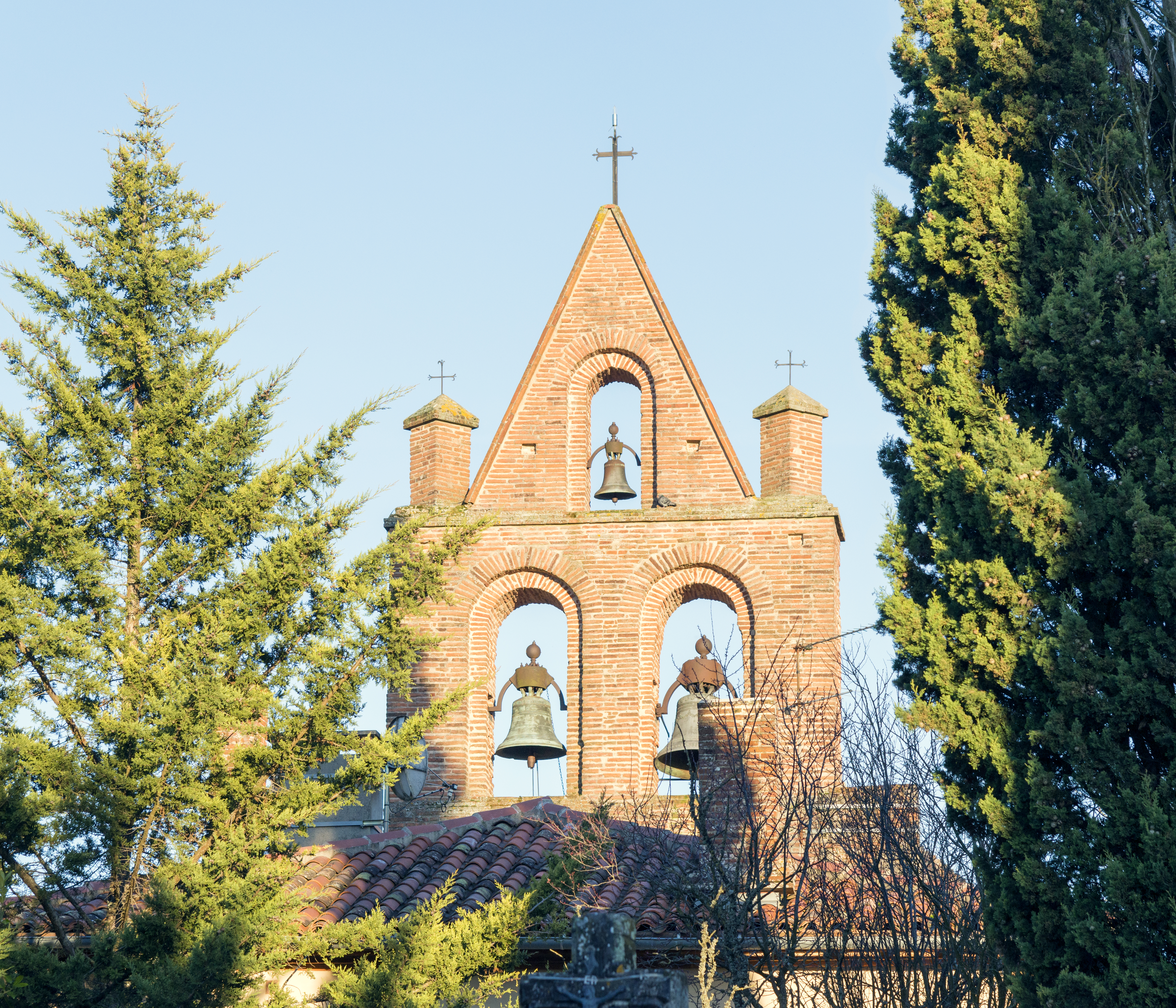
Nhà thờ Saint-Pierre
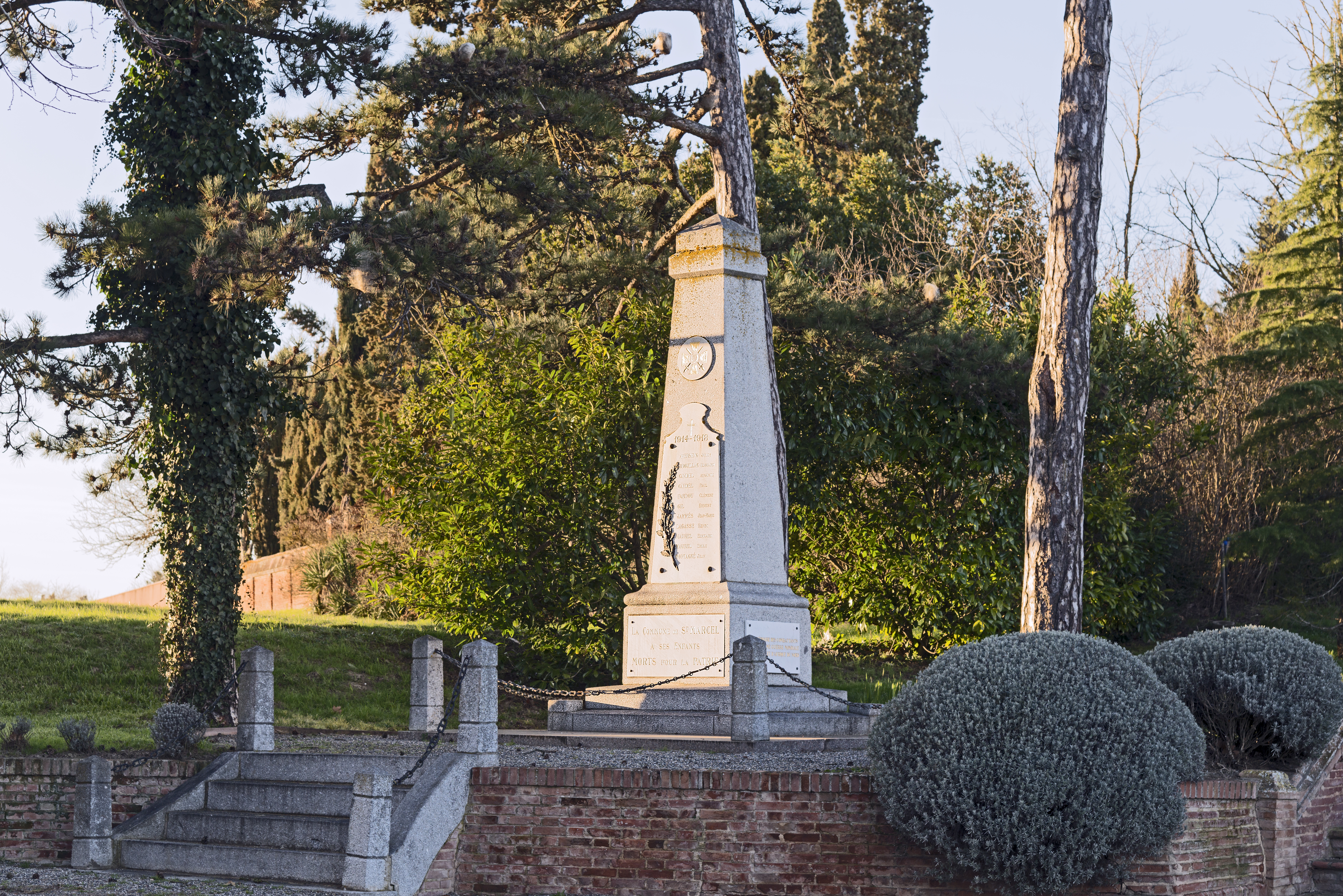
"Chiến tranh tưởng niệm".